# Värna socken
Värna socken i Östergötland ingick i Bankekinds härad, ingår sedan 1971 i Åtvidabergs kommun och motsvarar från 2016 Värna distrikt.
Socknens areal är 37,38 kvadratkilometer, varav 34,64 land. År 2000 fanns här 326 invånare. Kyrkbyn Värna med sockenkyrkan Värna kyrka ligger i socknen. 

## Administrativ historik
Värna socken har medeltida ursprung.
Vid kommunreformen 1862 övergick socknens ansvar för de kyrkliga frågorna till Värna församling och för de borgerliga frågorna till Värna landskommun. Landskommunen inkorporerades 1952 i Björsäters landskommun och ingår sedan 1971 i Åtvidabergs kommun. Församlingen uppgick 2006 i Grebo-Värna församling som i sin tur 2010 uppgick i Åtvids församling.
1 januari 2016 inrättades distriktet Värna, med samma omfattning som församlingen hade 1999/2000.  
Socknen har tillhört samma fögderier och domsagor som Bankekinds härad.  De indelta soldaterna tillhörde  Första livgrenadjärregementet, Kinda kompani och Andra livgrenadjärregementet, Linköpings och Tjusts kompanier.

## Geografi
Värna socken ligger sydost om Linköping med sjön Översjön i nordost. Socknen ligger på gränsen mellan Östgötaslätten i norr och kuperad skogsbygd i söder.

## Fornlämningar
Kända från socknen är gravrösen från bronsåldern och fyra gravfält från järnåldern.

## Namnet
Namnet (1370 Werna) kommer från kyrkbyn och består av en pluralform av värn, 'skans, befäst plats, befästning' eller 'hägnad'.

### Fotnoter
1. 1 2  Svensk Uppslagsbok Värna socken
2. 1 2  Harlén, Hans; Harlén Eivy (2003). Sverige från A till Ö: geografisk-historisk uppslagsbok. Stockholm: Kommentus. Libris 9337075. ISBN 91-7345-139-8
3. ↑  ”Församlingar”. Statistiska centralbyrån. https://www.scb.se/hitta-statistik/regional-statistik-och-kartor/regionala-indelningar/forsamlingar/. Läst 30 december 2022.
4. ↑  Administrativ historik för Värna socken (Klicka på församlingsposten). Källa: Nationella arkivdatabasen, Riksarkivet.
5. 1 2  Sjögren, Otto (1931). Sverige geografisk beskrivning del 2 Östergötlands, Jönköpings, Kronobergs, Kalmar och Gotlands län. Stockholm: Wahlström & Widstrand. Libris 9939
6. 1 2  Nationalencyklopedin
7. ↑  Fornlämningar, Statens historiska museum: Värna socken
8. ↑  Fornminnesregistret, Riksantikvarieämbetet: Värna socken Fornminnen i socknen erhålls på kartan genom att skriva in sockennamn (utan "socken") i "Ange geografiskt område"
9. ↑  Mats Wahlberg, red (2003). Svenskt ortnamnslexikon. Uppsala: Institutet för språk och folkminnen. Libris 8998039. ISBN 91-7229-020-X. https://isof.diva-portal.org/smash/get/diva2:1175717/FULLTEXT02.pdf